# Raffaele Lombardo
Raffaele Lombardo (Catània, 29 d'octubre de 1950) és un polític sicilià. Es llicencià en medicina i s'especialitzà en medicina forense. El 1977 fou dirigent del moviment juvenil de la Democràcia Cristiana Italiana i el 1986 fou escollit regidor de l'ajuntament de Catània, i diputat de l'Assemblea Regional Siciliana a les eleccions regionals 1986 i 1991. El 1992 fou condemnat per abús de poder i el 1994 per associació il·lícita en contractes públics. El 2000 també fou acusat de suborn, però fou absolt pels jutges. El 2000 fou escollit tinent d'alcalde de Catània, càrrec que renuncià el 2003 quan fou nomenat president de la província de Catània.
A les eleccions europees de 1999 i 2004 fou escollit eurodiputat. El 2005 ingressà al Moviment per l'Autonomia i abandonà la presidència de Catània per a presentar-se a les eleccions regionals de Sicília de 2008, en les quals fou elegit president.